# پیر بریس
پیر بریس (فرانسوی: Pierre-Louis Baron de Bris‎؛ زادهٔ ۶ فوریهٔ ۱۹۲۹) یک هنرپیشه، و خواننده اهل فرانسه بود.
از فیلم‌های معروف او می‌توان به بازی در شلیک در میزان سه‌چهارم، در میان کرکسها، آخرین مرتدان، شب نفرین‌شدگان، داس‌ها و تهاجم ۱۷۰۰ اشاره کرد.